# Klasyfikacje Tour de France 2013

## Klasyfikacje

### Klasyfikacja generalna
| Msc. | Zawodnik                       | Państwo           | Zespół                     | Czas         |
| --- | ------------------------------ | ----------------- | -------------------------- | ------------ |
| | Christopher Froome             | Wielka Brytania   | Sky Procycling             | 83h 56' 40"  |
| 2. | Nairo Quintana                 | Kolumbia          | Movistar Team              | + 4' 20"     |
| 3. | Joaquim Rodríguez Oliver       | Hiszpania         | Katusha Team               | + 5' 04"     |
| 4. | Alberto Contador               | Hiszpania         | Team Saxo-Tinkoff          | + 6' 27"     |
| 5. | Roman Kreuziger                | Czechy            | Team Saxo-Tinkoff          | + 7' 27"     |
| 6. | Bauke Mollema                  | Holandia          | Belkin Pro Cycling         | + 11' 42"    |
| 7. | Jakob Fuglsang                 | Dania             | Astana Pro Team            | + 12' 17"    |
| 8. | Alejandro Valverde             | Hiszpania         | Movistar Team              | + 15' 26"    |
| 9. | Daniel Navarro                 | Hiszpania         | Cofidis, Solutions Crédits | + 15' 52"    |
| 10. | Andrew Talansky                | Stany Zjednoczone | Garmin-Sharp               | + 17' 39"    |
| 11. | Michał Kwiatkowski             | Polska            | Omega Pharma-Quick Step    | + 18' 59"    |
| 12. | Mikel Nieve Iturralde          | Hiszpania         | Euskaltel-Euskadi          | + 20' 01"    |
| 13. | Laurens ten Dam                | Holandia          | Belkin Pro Cycling         | + 21' 39"    |
| 14. | Maxime Monfort                 | Belgia            | RadioShack-Leopard         | + 23' 38"    |
| 15. | Romain Bardet                  | Francja           | Ag2r-La Mondiale           | + 26' 42"    |
| 16. | Michael Rogers                 | Australia         | Team Saxo-Tinkoff          | + 26' 51"    |
| 17. | Daniel Moreno Fernandez        | Hiszpania         | Katusha Team               | + 32' 34"    |
| 18. | Jan Bakelants                  | Belgia            | RadioShack-Leopard         | + 35' 51"    |
| 19. | Richie Porte                   | Australia         | Sky Procycling             | + 39' 41"    |
| 20. | Andy Schleck                   | Luksemburg        | RadioShack-Leopard         | + 41' 46"    |
| 21. | José Rodolfo Serpa Pérez       | Kolumbia          | Lampre-Merida              | + 45' 08"    |
| 22. | John Gadret                    | Francja           | Ag2r-La Mondiale           | + 46' 00"    |
| 23. | Igor Antón                     | Hiszpania         | Euskaltel-Euskadi          | + 48' 07"    |
| 24. | Pierre Rolland                 | Francja           | Team Europcar              | + 52' 15"    |
| 25. | Peter Velits                   | Słowacja          | Omega Pharma-Quick Step    | + 54' 00"    |
| 26. | Robert Gesink                  | Holandia          | Belkin Pro Cycling         | + 54' 25"    |
| 27. | Rui Costa                      | Portugalia        | Movistar Team              | + 54' 34"    |
| 28. | Wout Poels                     | Holandia          | Vacansoleil-DCM            | + 56' 33"    |
| 29. | Arnold Jeannesson              | Francja           | FDJ.fr                     | + 57' 06"    |
| \| Dalsza część klasyfikacji \| Dalsza część klasyfikacji \| Dalsza część klasyfikacji \| Dalsza część klasyfikacji \| Dalsza część klasyfikacji \| \| Msc. \| Zawodnik \| Państwo \| Zespół \| Czas \| \| ------------------------- \| ------------------------------ \| ------------------------- \| -------------------------- \| ------------------------- \| \| 30. \| Andreas Klöden \| Niemcy \| RadioShack-Leopard \| + 1h 02' 43" \| \| 31. \| Sylvain Chavanel \| Francja \| Omega Pharma-Quick Step \| + 1h 03' 41" \| \| 32. \| Cyril Gautier \| Francja \| Team Europcar \| + 1h 12' 42" \| \| 33. \| Daniel Martin \| Irlandia \| Garmin-Sharp \| + 1h 13' 08" \| \| 34. \| Hubert Dupont \| Francja \| Ag2r-La Mondiale \| + 1h 14' 59" \| \| 35. \| Steve Morabito \| Szwajcaria \| BMC Racing Team \| + 1h 20' 39" \| \| 36. \| Haimar Zubeldia \| Hiszpania \| RadioShack-Leopard \| + 1h 24' 22" \| \| 37. \| Christophe Riblon \| Francja \| Ag2r-La Mondiale \| + 1h 27' 57" \| \| 38. \| Bart De Clercq \| Belgia \| Lotto-Belisol \| + 1h 28' 06" \| \| 39. \| Cadel Evans \| Australia \| BMC Racing Team \| + 1h 30' 14" \| \| 40. \| Nicolas Roche \| Irlandia \| Team Saxo-Tinkoff \| + 1h 34' 17" \| \| 41. \| Tom Dumoulin \| Holandia \| Team Argos-Shimano \| + 1h 34' 30" \| \| 42. \| Mikel Astarloza \| Hiszpania \| Euskaltel-Euskadi \| + 1h 36' 27" \| \| 43. \| Jesús Hernández Blázquez \| Hiszpania \| Team Saxo-Tinkoff \| + 1h 36' 40" \| \| 44. \| Alexandre Geniez \| Francja \| FDJ.fr \| + 1h 38' 06" \| \| 45. \| Tejay van Garderen \| Stany Zjednoczone \| BMC Racing Team \| + 1h 38' 57" \| \| 46. \| Alexis Vuillermoz \| Francja \| Sojasun \| + 1h 40' 05" \| \| 47. \| Rubén Plaza Molina \| Hiszpania \| Movistar Team \| + 1h 40' 35" \| \| 48. \| Eduard Worganow \| Rosja \| Katusha Team \| + 1h 42' 41" \| \| 49. \| Davide Malacarne \| Włochy \| Team Europcar \| + 1h 44' 50" \| \| 50. \| Lars Petter Nordhaug \| Norwegia \| Belkin Pro Cycling \| + 1h 49' 42" \| \| 51. \| Jurij Trofimow \| Rosja \| Katusha Team \| + 1h 49' 54" \| \| 52. \| Maxime Méderel \| Francja \| Sojasun \| + 1h 53' 01" \| \| 53. \| Laurent Didier \| Luksemburg \| RadioShack-Leopard \| + 1h 58' 53" \| \| 54. \| Andrey Amador \| Kostaryka \| Movistar Team \| + 1h 58' 59" \| \| 55. \| Damiano Cunego \| Włochy \| Lampre-Merida \| + 1h 59' 38" \| \| 56. \| Amaël Moinard \| Francja \| BMC Racing Team \| + 2h 00' 03" \| \| 57. \| Przemysław Niemiec \| Polska \| Lampre-Merida \| + 2h 00' 28" \| \| 58. \| Tony Gallopin \| Francja \| RadioShack-Leopard \| + 2h 02' 59" \| \| 59. \| Pierrick Fédrigo \| Francja \| FDJ.fr \| + 2h 04' 19" \| \| 60. \| Thomas Danielson \| Stany Zjednoczone \| Garmin-Sharp \| + 2h 05' 28" \| \| 61. \| Guillaume Levarlet \| Francja \| Cofidis, Solutions Crédits \| + 2h 07' 01" \| \| 62. \| Philippe Gilbert \| Belgia \| BMC Racing Team \| + 2h 07' 11" \| \| 63. \| Jérôme Coppel \| Francja \| Cofidis, Solutions Crédits \| + 2h 09' 13" \| \| 64. \| Bram Tankink \| Holandia \| Belkin Pro Cycling \| + 2h 10' 12" \| \| 65. \| Thomas Voeckler \| Francja \| Team Europcar \| + 2h 12' 48" \| \| 66. \| Arthur Vichot \| Francja \| FDJ.fr \| + 2h 15' 06" \| \| 67. \| Jens Voigt \| Niemcy \| RadioShack-Leopard \| + 2h 15' 09" \| \| 68. \| Simon Clarke \| Australia \| Orica GreenEDGE \| + 2h 20' 14" \| \| 69. \| Jon Izagirre Insausti \| Hiszpania \| Euskaltel-Euskadi \| + 2h 21' 32" \| \| 70. \| Ryder Hesjedal \| Kanada \| Garmin-Sharp \| + 2h 21' 41" \| \| 71. \| Alessandro De Marchi \| Włochy \| Cannondale \| + 2h 23' 11" \| \| 72. \| Adam Hansen \| Australia \| Lotto-Belisol \| + 2h 23' 15" \| \| 73. \| Rudy Molard \| Francja \| Cofidis, Solutions Crédits \| + 2h 25' 25" \| \| 74. \| Daryl Impey \| Południowa Afryka \| Orica GreenEDGE \| + 2h 26' 37" \| \| 75. \| Simon Geschke \| Niemcy \| Team Argos-Shimano \| + 2h 27' 42" \| \| 76. \| Manuele Mori \| Włochy \| Lampre-Merida \| + 2h 28' 19" \| \| 77. \| Peter Kennaugh \| Wielka Brytania \| Sky Procycling \| + 2h 33' 46" \| \| 78. \| Juan José Oroz Ugalde \| Hiszpania \| Euskaltel-Euskadi \| + 2h 33' 55" \| \| 79. \| José Joaquín Rojas Gil \| Hiszpania \| Movistar Team \| + 2h 34' 05" \| \| 80. \| Simon Gerrans \| Australia \| Orica GreenEDGE \| + 2h 34' 36" \| \| 81. \| Julien El Fares \| Francja \| Sojasun \| + 2h 36' 28" \| \| 82. \| Peter Sagan \| Słowacja \| Cannondale \| + 2h 38' 51" \| \| 83. \| Sergey Lagutin \| Uzbekistan \| Vacansoleil-DCM \| + 2h 38' 55" \| \| 84. \| Francesco Gavazzi \| Włochy \| Astana Pro Team \| + 2h 39' 08" \| \| 85. \| Manuel Quinziato \| Włochy \| BMC Racing Team \| + 2h 39' 34" \| \| 86. \| Michael Albasini \| Szwajcaria \| Orica GreenEDGE \| + 2h 40' 22" \| \| 87. \| Julien Simon \| Francja \| Sojasun \| + 2h 41' 24" \| \| 88. \| Luis Ángel Maté Mardones \| Hiszpania \| Cofidis, Solutions Crédits \| + 2h 43' 28" \| \| 89. \| Anthony Delaplace \| Francja \| Sojasun \| + 2h 44' 13" \| \| 90. \| Kanstancin Siucou \| Białoruś \| Sky Procycling \| + 2h 44' 43" \| \| 91. \| Brent Bookwalter \| Stany Zjednoczone \| BMC Racing Team \| + 2h 45' 05" \| \| 92. \| Matteo Tosatto \| Włochy \| Team Saxo-Tinkoff \| + 2h 47' 39" \| \| 93. \| Juan Antonio Flecha Giannoni \| Hiszpania \| Vacansoleil-DCM \| + 2h 48' 03" \| \| 94. \| Moreno Moser \| Włochy \| Cannondale \| + 2h 53' 27" \| \| 95. \| Enrico Gasparotto \| Włochy \| Astana Pro Team \| + 2h 53' 36" \| \| 96. \| Thomas De Gendt \| Belgia \| Vacansoleil-DCM \| + 2h 53' 41" \| \| 97. \| Jonathan Castroviejo Nicolás \| Hiszpania \| Movistar Team \| + 2h 53' 41" \| \| 98. \| Marcus Burghardt \| Niemcy \| BMC Racing Team \| + 2h 54' 01" \| \| 99. \| Yukiya Arashiro \| Japonia \| Team Europcar \| + 2h 54' 53" \| \| 100. \| Kristijan Koren \| Słowenia \| Cannondale \| + 2h 57' 03" \| \| 101. \| Johnny Hoogerland \| Holandia \| Vacansoleil-DCM \| + 2h 57' 59" \| \| 102. \| Rein Taaramäe \| Estonia \| Cofidis, Solutions Crédits \| + 2h 59' 09" \| \| 103. \| Markel Irizar \| Hiszpania \| RadioShack-Leopard \| + 2h 59' 39" \| \| 104. \| Brice Feillu \| Francja \| Sojasun \| + 2h 59' 45" \| \| 105. \| Lars Boom \| Holandia \| Belkin Pro Cycling \| + 3h 02' 52" \| \| 106. \| Tony Martin \| Niemcy \| Omega Pharma-Quick Step \| + 3h 05' 25" \| \| 107. \| Daniele Bennati \| Włochy \| Team Saxo-Tinkoff \| + 3h 05' 55" \| \| 108. \| Lars Ytting Bak \| Dania \| Lotto-Belisol \| + 3h 07' 12" \| \| 109. \| Alberto Losada Alguacil \| Hiszpania \| Katusha Team \| + 3h 07' 26" \| \| 110. \| Pawieł Brutt \| Rosja \| Katusha Team \| + 3h 09' 47" \| \| 111. \| Alan Marangoni \| Włochy \| Cannondale \| + 3h 10' 01" \| \| 112. \| Cyril Lemoine \| Francja \| Sojasun \| + 3h 11' 38" \| \| 113. \| David Millar \| Wielka Brytania \| Garmin-Sharp \| + 3h 14' 25" \| \| 114. \| Maciej Bodnar \| Polska \| Cannondale \| + 3h 15' 15" \| \| 115. \| Egoitz García Echeguibel \| Hiszpania \| Cofidis, Solutions Crédits \| + 3h 16' 28" \| \| 116. \| Jean-Marc Marino \| Francja \| Sojasun \| + 3h 16' 30" \| \| 117. \| Fabio Sabatini \| Włochy \| Cannondale \| + 3h 18' 40" \| \| 118. \| Imanol Erviti \| Hiszpania \| Movistar Team \| + 3h 19' 12" \| \| 119. \| Gatis Smukulis \| Łotwa \| Katusha Team \| + 3h 21' 06" \| \| 120. \| Ramūnas Navardauskas \| Litwa \| Garmin-Sharp \| + 3h 21' 29" \| \| 121. \| John Degenkolb \| Niemcy \| Team Argos-Shimano \| + 3h 23' 23" \| \| 122. \| Romain Sicard \| Francja \| Euskaltel-Euskadi \| + 3h 23' 54" \| \| 123. \| David Veilleux \| Kanada \| Team Europcar \| + 3h 24' 16" \| \| 124. \| Sébastien Minard \| Francja \| Ag2r-La Mondiale \| + 3h 24' 28" \| \| 125. \| Blel Kadri \| Francja \| Ag2r-La Mondiale \| + 3h 27' 17" \| \| 126. \| Jérémy Roy \| Francja \| FDJ.fr \| + 3h 28' 39" \| \| 127. \| David López García \| Hiszpania \| Sky Procycling \| + 3h 28' 47" \| \| 128. \| Elia Favilli \| Włochy \| Lampre-Merida \| + 3h 31' 19" \| \| 129. \| André Greipel \| Niemcy \| Lotto-Belisol \| + 3h 32' 07" \| \| 130. \| Cameron Meyer \| Australia \| Orica GreenEDGE \| + 3h 32' 14" \| \| 131. \| Sep Vanmarcke \| Belgia \| Belkin Pro Cycling \| + 3h 34' 33" \| \| 132. \| Maarten Wynants \| Belgia \| Belkin Pro Cycling \| + 3h 37' 06" \| \| 133. \| Murilo Fischer \| Brazylia \| FDJ.fr \| + 3h 37' 48" \| \| 134. \| Kévin Réza \| Francja \| Team Europcar \| + 3h 38' 31" \| \| 135. \| Ian Stannard \| Wielka Brytania \| Sky Procycling \| + 3h 38' 49" \| \| 136. \| Sérgio Miguel Moreira Paulinho \| Portugalia \| Team Saxo-Tinkoff \| + 3h 38' 58" \| \| 137. \| Davide Cimolai \| Włochy \| Lampre-Merida \| + 3h 40' 31" \| \| 138. \| Koen de Kort \| Holandia \| Team Argos-Shimano \| + 3h 40' 55" \| \| 139. \| Rubén Pérez Moreno \| Hiszpania \| Euskaltel-Euskadi \| + 3h 43' 15" \| \| 140. \| Geraint Thomas \| Wielka Brytania \| Sky Procycling \| + 3h 43' 34" \| \| 141. \| Alaksandr Kuczynski \| Białoruś \| Katusha Team \| + 3h 45' 02" \| \| 142. \| Matteo Trentin \| Włochy \| Omega Pharma-Quick Step \| + 3h 45' 30" \| \| 143. \| Samuel Dumoulin \| Francja \| Ag2r-La Mondiale \| + 3h 47' 11" \| \| 144. \| Boy van Poppel \| Holandia \| Vacansoleil-DCM \| + 3h 48' 15" \| \| 145. \| Roy Curvers \| Holandia \| Team Argos-Shimano \| + 3h 48' 30" \| \| 146. \| Johannes Fröhlinger \| Niemcy \| Team Argos-Shimano \| + 3h 49' 02" \| \| 147. \| Alexander Kristoff \| Norwegia \| Katusha Team \| + 3h 49' 50" \| \| 148. \| Mark Cavendish \| Wielka Brytania \| Omega Pharma-Quick Step \| + 3h 52' 04" \| \| 149. \| Niki Terpstra \| Holandia \| Omega Pharma-Quick Step \| + 3h 52' 05" \| \| 150. \| Thomas Leezer \| Holandia \| Belkin Pro Cycling \| + 3h 53' 55" \| \| 151. \| Jonathan Hivert \| Francja \| Sojasun \| + 3h 57' 09" \| \| 152. \| Matthew Harley Goss \| Australia \| Orica GreenEDGE \| + 3h 57' 24" \| \| 153. \| Gert Steegmans \| Belgia \| Omega Pharma-Quick Step \| + 3h 59' 14" \| \| 154. \| Brett Daniel Lancaster \| Australia \| Orica GreenEDGE \| + 4h 00' 19" \| \| 155. \| Brian Vandborg \| Dania \| Cannondale \| + 4h 00' 21" \| \| 156. \| Jérôme Cousin \| Francja \| Team Europcar \| + 4h 01' 10" \| \| 157. \| Roberto Ferrari \| Włochy \| Lampre-Merida \| + 4h 02' 09" \| \| 158. \| Yohann Gène \| Francja \| Team Europcar \| + 4h 03' 06" \| \| 159. \| Jérôme Pineau \| Francja \| Omega Pharma-Quick Step \| + 4h 03' 11" \| \| 160. \| Jürgen Roelandts \| Belgia \| Lotto-Belisol \| + 4h 03' 18" \| \| 161. \| Stuart O’Grady \| Australia \| Orica GreenEDGE \| + 4h 03' 27" \| \| 162. \| Greg Henderson \| Nowa Zelandia \| Lotto-Belisol \| + 4h 04' 26" \| \| 163. \| Frederik Willems \| Belgia \| Lotto-Belisol \| + 4h 05' 18" \| \| 164. \| Albert Timmer \| Holandia \| Team Argos-Shimano \| + 4h 07' 19" \| \| 165. \| Juan José Lobato \| Hiszpania \| Euskaltel-Euskadi \| + 4h 07' 59" \| \| 166. \| Marcel Kittel \| Niemcy \| Team Argos-Shimano \| + 4h 10' 08" \| \| 167. \| Dmitrij Murawjow \| Kazachstan \| Astana Pro Team \| + 4h 21' 46" \| \| 168. \| Asan Bazajew \| Kazachstan \| Astana Pro Team \| + 4h 24' 52" \| \| 169. \| Svein Tuft \| Kanada \| Orica GreenEDGE \| + 4h 27' 55" \| |                                |                   |                            |              |
| Dalsza część klasyfikacji |                                |                   |                            |              |
| Msc. | Zawodnik                       | Państwo           | Zespół                     | Czas         |
| 30. | Andreas Klöden                 | Niemcy            | RadioShack-Leopard         | + 1h 02' 43" |
| 31. | Sylvain Chavanel               | Francja           | Omega Pharma-Quick Step    | + 1h 03' 41" |
| 32. | Cyril Gautier                  | Francja           | Team Europcar              | + 1h 12' 42" |
| 33. | Daniel Martin                  | Irlandia          | Garmin-Sharp               | + 1h 13' 08" |
| 34. | Hubert Dupont                  | Francja           | Ag2r-La Mondiale           | + 1h 14' 59" |
| 35. | Steve Morabito                 | Szwajcaria        | BMC Racing Team            | + 1h 20' 39" |
| 36. | Haimar Zubeldia                | Hiszpania         | RadioShack-Leopard         | + 1h 24' 22" |
| 37. | Christophe Riblon              | Francja           | Ag2r-La Mondiale           | + 1h 27' 57" |
| 38. | Bart De Clercq                 | Belgia            | Lotto-Belisol              | + 1h 28' 06" |
| 39. | Cadel Evans                    | Australia         | BMC Racing Team            | + 1h 30' 14" |
| 40. | Nicolas Roche                  | Irlandia          | Team Saxo-Tinkoff          | + 1h 34' 17" |
| 41. | Tom Dumoulin                   | Holandia          | Team Argos-Shimano         | + 1h 34' 30" |
| 42. | Mikel Astarloza                | Hiszpania         | Euskaltel-Euskadi          | + 1h 36' 27" |
| 43. | Jesús Hernández Blázquez       | Hiszpania         | Team Saxo-Tinkoff          | + 1h 36' 40" |
| 44. | Alexandre Geniez               | Francja           | FDJ.fr                     | + 1h 38' 06" |
| 45. | Tejay van Garderen             | Stany Zjednoczone | BMC Racing Team            | + 1h 38' 57" |
| 46. | Alexis Vuillermoz              | Francja           | Sojasun                    | + 1h 40' 05" |
| 47. | Rubén Plaza Molina             | Hiszpania         | Movistar Team              | + 1h 40' 35" |
| 48. | Eduard Worganow                | Rosja             | Katusha Team               | + 1h 42' 41" |
| 49. | Davide Malacarne               | Włochy            | Team Europcar              | + 1h 44' 50" |
| 50. | Lars Petter Nordhaug           | Norwegia          | Belkin Pro Cycling         | + 1h 49' 42" |
| 51. | Jurij Trofimow                 | Rosja             | Katusha Team               | + 1h 49' 54" |
| 52. | Maxime Méderel                 | Francja           | Sojasun                    | + 1h 53' 01" |
| 53. | Laurent Didier                 | Luksemburg        | RadioShack-Leopard         | + 1h 58' 53" |
| 54. | Andrey Amador                  | Kostaryka         | Movistar Team              | + 1h 58' 59" |
| 55. | Damiano Cunego                 | Włochy            | Lampre-Merida              | + 1h 59' 38" |
| 56. | Amaël Moinard                  | Francja           | BMC Racing Team            | + 2h 00' 03" |
| 57. | Przemysław Niemiec             | Polska            | Lampre-Merida              | + 2h 00' 28" |
| 58. | Tony Gallopin                  | Francja           | RadioShack-Leopard         | + 2h 02' 59" |
| 59. | Pierrick Fédrigo               | Francja           | FDJ.fr                     | + 2h 04' 19" |
| 60. | Thomas Danielson               | Stany Zjednoczone | Garmin-Sharp               | + 2h 05' 28" |
| 61. | Guillaume Levarlet             | Francja           | Cofidis, Solutions Crédits | + 2h 07' 01" |
| 62. | Philippe Gilbert               | Belgia            | BMC Racing Team            | + 2h 07' 11" |
| 63. | Jérôme Coppel                  | Francja           | Cofidis, Solutions Crédits | + 2h 09' 13" |
| 64. | Bram Tankink                   | Holandia          | Belkin Pro Cycling         | + 2h 10' 12" |
| 65. | Thomas Voeckler                | Francja           | Team Europcar              | + 2h 12' 48" |
| 66. | Arthur Vichot                  | Francja           | FDJ.fr                     | + 2h 15' 06" |
| 67. | Jens Voigt                     | Niemcy            | RadioShack-Leopard         | + 2h 15' 09" |
| 68. | Simon Clarke                   | Australia         | Orica GreenEDGE            | + 2h 20' 14" |
| 69. | Jon Izagirre Insausti          | Hiszpania         | Euskaltel-Euskadi          | + 2h 21' 32" |
| 70. | Ryder Hesjedal                 | Kanada            | Garmin-Sharp               | + 2h 21' 41" |
| 71. | Alessandro De Marchi           | Włochy            | Cannondale                 | + 2h 23' 11" |
| 72. | Adam Hansen                    | Australia         | Lotto-Belisol              | + 2h 23' 15" |
| 73. | Rudy Molard                    | Francja           | Cofidis, Solutions Crédits | + 2h 25' 25" |
| 74. | Daryl Impey                    | Południowa Afryka | Orica GreenEDGE            | + 2h 26' 37" |
| 75. | Simon Geschke                  | Niemcy            | Team Argos-Shimano         | + 2h 27' 42" |
| 76. | Manuele Mori                   | Włochy            | Lampre-Merida              | + 2h 28' 19" |
| 77. | Peter Kennaugh                 | Wielka Brytania   | Sky Procycling             | + 2h 33' 46" |
| 78. | Juan José Oroz Ugalde          | Hiszpania         | Euskaltel-Euskadi          | + 2h 33' 55" |
| 79. | José Joaquín Rojas Gil         | Hiszpania         | Movistar Team              | + 2h 34' 05" |
| 80. | Simon Gerrans                  | Australia         | Orica GreenEDGE            | + 2h 34' 36" |
| 81. | Julien El Fares                | Francja           | Sojasun                    | + 2h 36' 28" |
| 82. | Peter Sagan                    | Słowacja          | Cannondale                 | + 2h 38' 51" |
| 83. | Sergey Lagutin                 | Uzbekistan        | Vacansoleil-DCM            | + 2h 38' 55" |
| 84. | Francesco Gavazzi              | Włochy            | Astana Pro Team            | + 2h 39' 08" |
| 85. | Manuel Quinziato               | Włochy            | BMC Racing Team            | + 2h 39' 34" |
| 86. | Michael Albasini               | Szwajcaria        | Orica GreenEDGE            | + 2h 40' 22" |
| 87. | Julien Simon                   | Francja           | Sojasun                    | + 2h 41' 24" |
| 88. | Luis Ángel Maté Mardones       | Hiszpania         | Cofidis, Solutions Crédits | + 2h 43' 28" |
| 89. | Anthony Delaplace              | Francja           | Sojasun                    | + 2h 44' 13" |
| 90. | Kanstancin Siucou              | Białoruś          | Sky Procycling             | + 2h 44' 43" |
| 91. | Brent Bookwalter               | Stany Zjednoczone | BMC Racing Team            | + 2h 45' 05" |
| 92. | Matteo Tosatto                 | Włochy            | Team Saxo-Tinkoff          | + 2h 47' 39" |
| 93. | Juan Antonio Flecha Giannoni   | Hiszpania         | Vacansoleil-DCM            | + 2h 48' 03" |
| 94. | Moreno Moser                   | Włochy            | Cannondale                 | + 2h 53' 27" |
| 95. | Enrico Gasparotto              | Włochy            | Astana Pro Team            | + 2h 53' 36" |
| 96. | Thomas De Gendt                | Belgia            | Vacansoleil-DCM            | + 2h 53' 41" |
| 97. | Jonathan Castroviejo Nicolás   | Hiszpania         | Movistar Team              | + 2h 53' 41" |
| 98. | Marcus Burghardt               | Niemcy            | BMC Racing Team            | + 2h 54' 01" |
| 99. | Yukiya Arashiro                | Japonia           | Team Europcar              | + 2h 54' 53" |
| 100. | Kristijan Koren                | Słowenia          | Cannondale                 | + 2h 57' 03" |
| 101. | Johnny Hoogerland              | Holandia          | Vacansoleil-DCM            | + 2h 57' 59" |
| 102. | Rein Taaramäe                  | Estonia           | Cofidis, Solutions Crédits | + 2h 59' 09" |
| 103. | Markel Irizar                  | Hiszpania         | RadioShack-Leopard         | + 2h 59' 39" |
| 104. | Brice Feillu                   | Francja           | Sojasun                    | + 2h 59' 45" |
| 105. | Lars Boom                      | Holandia          | Belkin Pro Cycling         | + 3h 02' 52" |
| 106. | Tony Martin                    | Niemcy            | Omega Pharma-Quick Step    | + 3h 05' 25" |
| 107. | Daniele Bennati                | Włochy            | Team Saxo-Tinkoff          | + 3h 05' 55" |
| 108. | Lars Ytting Bak                | Dania             | Lotto-Belisol              | + 3h 07' 12" |
| 109. | Alberto Losada Alguacil        | Hiszpania         | Katusha Team               | + 3h 07' 26" |
| 110. | Pawieł Brutt                   | Rosja             | Katusha Team               | + 3h 09' 47" |
| 111. | Alan Marangoni                 | Włochy            | Cannondale                 | + 3h 10' 01" |
| 112. | Cyril Lemoine                  | Francja           | Sojasun                    | + 3h 11' 38" |
| 113. | David Millar                   | Wielka Brytania   | Garmin-Sharp               | + 3h 14' 25" |
| 114. | Maciej Bodnar                  | Polska            | Cannondale                 | + 3h 15' 15" |
| 115. | Egoitz García Echeguibel       | Hiszpania         | Cofidis, Solutions Crédits | + 3h 16' 28" |
| 116. | Jean-Marc Marino               | Francja           | Sojasun                    | + 3h 16' 30" |
| 117. | Fabio Sabatini                 | Włochy            | Cannondale                 | + 3h 18' 40" |
| 118. | Imanol Erviti                  | Hiszpania         | Movistar Team              | + 3h 19' 12" |
| 119. | Gatis Smukulis                 | Łotwa             | Katusha Team               | + 3h 21' 06" |
| 120. | Ramūnas Navardauskas           | Litwa             | Garmin-Sharp               | + 3h 21' 29" |
| 121. | John Degenkolb                 | Niemcy            | Team Argos-Shimano         | + 3h 23' 23" |
| 122. | Romain Sicard                  | Francja           | Euskaltel-Euskadi          | + 3h 23' 54" |
| 123. | David Veilleux                 | Kanada            | Team Europcar              | + 3h 24' 16" |
| 124. | Sébastien Minard               | Francja           | Ag2r-La Mondiale           | + 3h 24' 28" |
| 125. | Blel Kadri                     | Francja           | Ag2r-La Mondiale           | + 3h 27' 17" |
| 126. | Jérémy Roy                     | Francja           | FDJ.fr                     | + 3h 28' 39" |
| 127. | David López García             | Hiszpania         | Sky Procycling             | + 3h 28' 47" |
| 128. | Elia Favilli                   | Włochy            | Lampre-Merida              | + 3h 31' 19" |
| 129. | André Greipel                  | Niemcy            | Lotto-Belisol              | + 3h 32' 07" |
| 130. | Cameron Meyer                  | Australia         | Orica GreenEDGE            | + 3h 32' 14" |
| 131. | Sep Vanmarcke                  | Belgia            | Belkin Pro Cycling         | + 3h 34' 33" |
| 132. | Maarten Wynants                | Belgia            | Belkin Pro Cycling         | + 3h 37' 06" |
| 133. | Murilo Fischer                 | Brazylia          | FDJ.fr                     | + 3h 37' 48" |
| 134. | Kévin Réza                     | Francja           | Team Europcar              | + 3h 38' 31" |
| 135. | Ian Stannard                   | Wielka Brytania   | Sky Procycling             | + 3h 38' 49" |
| 136. | Sérgio Miguel Moreira Paulinho | Portugalia        | Team Saxo-Tinkoff          | + 3h 38' 58" |
| 137. | Davide Cimolai                 | Włochy            | Lampre-Merida              | + 3h 40' 31" |
| 138. | Koen de Kort                   | Holandia          | Team Argos-Shimano         | + 3h 40' 55" |
| 139. | Rubén Pérez Moreno             | Hiszpania         | Euskaltel-Euskadi          | + 3h 43' 15" |
| 140. | Geraint Thomas                 | Wielka Brytania   | Sky Procycling             | + 3h 43' 34" |
| 141. | Alaksandr Kuczynski            | Białoruś          | Katusha Team               | + 3h 45' 02" |
| 142. | Matteo Trentin                 | Włochy            | Omega Pharma-Quick Step    | + 3h 45' 30" |
| 143. | Samuel Dumoulin                | Francja           | Ag2r-La Mondiale           | + 3h 47' 11" |
| 144. | Boy van Poppel                 | Holandia          | Vacansoleil-DCM            | + 3h 48' 15" |
| 145. | Roy Curvers                    | Holandia          | Team Argos-Shimano         | + 3h 48' 30" |
| 146. | Johannes Fröhlinger            | Niemcy            | Team Argos-Shimano         | + 3h 49' 02" |
| 147. | Alexander Kristoff             | Norwegia          | Katusha Team               | + 3h 49' 50" |
| 148. | Mark Cavendish                 | Wielka Brytania   | Omega Pharma-Quick Step    | + 3h 52' 04" |
| 149. | Niki Terpstra                  | Holandia          | Omega Pharma-Quick Step    | + 3h 52' 05" |
| 150. | Thomas Leezer                  | Holandia          | Belkin Pro Cycling         | + 3h 53' 55" |
| 151. | Jonathan Hivert                | Francja           | Sojasun                    | + 3h 57' 09" |
| 152. | Matthew Harley Goss            | Australia         | Orica GreenEDGE            | + 3h 57' 24" |
| 153. | Gert Steegmans                 | Belgia            | Omega Pharma-Quick Step    | + 3h 59' 14" |
| 154. | Brett Daniel Lancaster         | Australia         | Orica GreenEDGE            | + 4h 00' 19" |
| 155. | Brian Vandborg                 | Dania             | Cannondale                 | + 4h 00' 21" |
| 156. | Jérôme Cousin                  | Francja           | Team Europcar              | + 4h 01' 10" |
| 157. | Roberto Ferrari                | Włochy            | Lampre-Merida              | + 4h 02' 09" |
| 158. | Yohann Gène                    | Francja           | Team Europcar              | + 4h 03' 06" |
| 159. | Jérôme Pineau                  | Francja           | Omega Pharma-Quick Step    | + 4h 03' 11" |
| 160. | Jürgen Roelandts               | Belgia            | Lotto-Belisol              | + 4h 03' 18" |
| 161. | Stuart O’Grady                 | Australia         | Orica GreenEDGE            | + 4h 03' 27" |
| 162. | Greg Henderson                 | Nowa Zelandia     | Lotto-Belisol              | + 4h 04' 26" |
| 163. | Frederik Willems               | Belgia            | Lotto-Belisol              | + 4h 05' 18" |
| 164. | Albert Timmer                  | Holandia          | Team Argos-Shimano         | + 4h 07' 19" |
| 165. | Juan José Lobato               | Hiszpania         | Euskaltel-Euskadi          | + 4h 07' 59" |
| 166. | Marcel Kittel                  | Niemcy            | Team Argos-Shimano         | + 4h 10' 08" |
| 167. | Dmitrij Murawjow               | Kazachstan        | Astana Pro Team            | + 4h 21' 46" |
| 168. | Asan Bazajew                   | Kazachstan        | Astana Pro Team            | + 4h 24' 52" |
| 169. | Svein Tuft                     | Kanada            | Orica GreenEDGE            | + 4h 27' 55" |

### Klasyfikacja punktowa
| Msc. | Zawodnik                       | Państwo           | Zespół                     | Punkty |
| --- | ------------------------------ | ----------------- | -------------------------- | ------ |
| | Peter Sagan                    | Słowacja          | Cannondale                 | 409    |
| 2. | Mark Cavendish                 | Wielka Brytania   | Omega Pharma-Quick Step    | 312    |
| 3. | André Greipel                  | Niemcy            | Lotto-Belisol              | 267    |
| 4. | Marcel Kittel                  | Niemcy            | Team Argos-Shimano         | 222    |
| 5. | Alexander Kristoff             | Norwegia          | Katusha Team               | 177    |
| 6. | Juan Antonio Flecha Giannoni   | Hiszpania         | Vacansoleil-DCM            | 163    |
| 7. | José Joaquín Rojas Gil         | Hiszpania         | Movistar Team              | 156    |
| 8. | Michał Kwiatkowski             | Polska            | Omega Pharma-Quick Step    | 110    |
| 9. | Christopher Froome             | Wielka Brytania   | Sky Procycling             | 107    |
| 10. | Christophe Riblon              | Francja           | Ag2r-La Mondiale           | 104    |
| 11. | Daryl Impey                    | Południowa Afryka | Orica GreenEDGE            | 101    |
| 12. | Sylvain Chavanel               | Francja           | Omega Pharma-Quick Step    | 89     |
| 13. | Jan Bakelants                  | Belgia            | RadioShack-Leopard         | 84     |
| 14. | Thomas De Gendt                | Belgia            | Vacansoleil-DCM            | 84     |
| 15. | Roberto Ferrari                | Włochy            | Lampre-Merida              | 80     |
| 16. | Alberto Contador               | Hiszpania         | Team Saxo-Tinkoff          | 76     |
| 17. | Joaquim Rodríguez Oliver       | Hiszpania         | Katusha Team               | 72     |
| 18. | Samuel Dumoulin                | Francja           | Ag2r-La Mondiale           | 72     |
| 19. | Daniele Bennati                | Włochy            | Team Saxo-Tinkoff          | 70     |
| 20. | Nairo Quintana                 | Kolumbia          | Movistar Team              | 69     |
| 21. | Bauke Mollema                  | Holandia          | Belkin Pro Cycling         | 69     |
| 22. | Juan José Lobato               | Hiszpania         | Euskaltel-Euskadi          | 67     |
| 23. | Francesco Gavazzi              | Włochy            | Astana Pro Team            | 66     |
| 24. | Roman Kreuziger                | Czechy            | Team Saxo-Tinkoff          | 66     |
| 25. | Jakob Fuglsang                 | Dania             | Astana Pro Team            | 66     |
| 26. | Alejandro Valverde             | Hiszpania         | Movistar Team              | 61     |
| 27. | Julien Simon                   | Francja           | Sojasun                    | 61     |
| 28. | Lars Boom                      | Holandia          | Belkin Pro Cycling         | 60     |
| 29. | David Millar                   | Wielka Brytania   | Garmin-Sharp               | 60     |
| 30. | Fabio Sabatini                 | Włochy            | Cannondale                 | 57     |
| \| Dalsza część klasyfikacji \| Dalsza część klasyfikacji \| Dalsza część klasyfikacji \| Dalsza część klasyfikacji \| Dalsza część klasyfikacji \| \| Msc. \| Zawodnik \| Państwo \| Zespół \| Punkty \| \| ------------------------- \| ------------------------------ \| ------------------------- \| -------------------------- \| ------------------------- \| \| 31. \| Richie Porte \| Australia \| Sky Procycling \| 54 \| \| 32. \| Rui Costa \| Portugalia \| Movistar Team \| 52 \| \| 33. \| Matteo Trentin \| Włochy \| Omega Pharma-Quick Step \| 52 \| \| 34. \| Michael Albasini \| Szwajcaria \| Orica GreenEDGE \| 52 \| \| 35. \| Simon Gerrans \| Australia \| Orica GreenEDGE \| 47 \| \| 36. \| Andrew Talansky \| Stany Zjednoczone \| Garmin-Sharp \| 47 \| \| 37. \| Kévin Réza \| Francja \| Team Europcar \| 44 \| \| 38. \| Cyril Gautier \| Francja \| Team Europcar \| 43 \| \| 39. \| Cyril Lemoine \| Francja \| Sojasun \| 43 \| \| 40. \| John Degenkolb \| Niemcy \| Team Argos-Shimano \| 43 \| \| 41. \| Mikel Nieve Iturralde \| Hiszpania \| Euskaltel-Euskadi \| 42 \| \| 42. \| Tejay van Garderen \| Stany Zjednoczone \| BMC Racing Team \| 39 \| \| 43. \| Greg Henderson \| Nowa Zelandia \| Lotto-Belisol \| 39 \| \| 44. \| Yohann Gène \| Francja \| Team Europcar \| 38 \| \| 45. \| Johnny Hoogerland \| Holandia \| Vacansoleil-DCM \| 37 \| \| 46. \| Arnold Jeannesson \| Francja \| FDJ.fr \| 37 \| \| 47. \| Arthur Vichot \| Francja \| FDJ.fr \| 36 \| \| 48. \| Jérôme Cousin \| Francja \| Team Europcar \| 36 \| \| 49. \| Michael Rogers \| Australia \| Team Saxo-Tinkoff \| 35 \| \| 50. \| Pierre Rolland \| Francja \| Team Europcar \| 35 \| \| 51. \| Simon Clarke \| Australia \| Orica GreenEDGE \| 35 \| \| 52. \| Laurens ten Dam \| Holandia \| Belkin Pro Cycling \| 34 \| \| 53. \| Moreno Moser \| Włochy \| Cannondale \| 34 \| \| 54. \| Ryder Hesjedal \| Kanada \| Garmin-Sharp \| 33 \| \| 55. \| Philippe Gilbert \| Belgia \| BMC Racing Team \| 33 \| \| 56. \| Simon Geschke \| Niemcy \| Team Argos-Shimano \| 33 \| \| 57. \| Lars Ytting Bak \| Dania \| Lotto-Belisol \| 33 \| \| 58. \| Matthew Harley Goss \| Australia \| Orica GreenEDGE \| 33 \| \| 59. \| Gert Steegmans \| Belgia \| Omega Pharma-Quick Step \| 33 \| \| 60. \| Romain Sicard \| Francja \| Euskaltel-Euskadi \| 32 \| \| 61. \| Blel Kadri \| Francja \| Ag2r-La Mondiale \| 31 \| \| 62. \| Cameron Meyer \| Australia \| Orica GreenEDGE \| 31 \| \| 63. \| Romain Bardet \| Francja \| Ag2r-La Mondiale \| 30 \| \| 64. \| Andreas Klöden \| Niemcy \| RadioShack-Leopard \| 30 \| \| 65. \| Bart De Clercq \| Belgia \| Lotto-Belisol \| 30 \| \| 66. \| Ramūnas Navardauskas \| Litwa \| Garmin-Sharp \| 30 \| \| 67. \| Rubén Pérez Moreno \| Hiszpania \| Euskaltel-Euskadi \| 30 \| \| 68. \| Niki Terpstra \| Holandia \| Omega Pharma-Quick Step \| 30 \| \| 69. \| Jens Voigt \| Niemcy \| RadioShack-Leopard \| 29 \| \| 70. \| Manuele Mori \| Włochy \| Lampre-Merida \| 29 \| \| 71. \| Marcus Burghardt \| Niemcy \| BMC Racing Team \| 29 \| \| 72. \| Anthony Delaplace \| Francja \| Sojasun \| 28 \| \| 73. \| Tony Martin \| Niemcy \| Omega Pharma-Quick Step \| 27 \| \| 74. \| Egoitz García Echeguibel \| Hiszpania \| Cofidis, Solutions Crédits \| 26 \| \| 75. \| Jean-Marc Marino \| Francja \| Sojasun \| 24 \| \| 76. \| Daniel Martin \| Irlandia \| Garmin-Sharp \| 23 \| \| 77. \| Wout Poels \| Holandia \| Vacansoleil-DCM \| 22 \| \| 78. \| Cadel Evans \| Australia \| BMC Racing Team \| 22 \| \| 79. \| Robert Gesink \| Holandia \| Belkin Pro Cycling \| 21 \| \| 80. \| Jürgen Roelandts \| Belgia \| Lotto-Belisol \| 21 \| \| 81. \| Luis Ángel Maté Mardones \| Hiszpania \| Cofidis, Solutions Crédits \| 20 \| \| 82. \| Tom Dumoulin \| Holandia \| Team Argos-Shimano \| 20 \| \| 83. \| Peter Velits \| Słowacja \| Omega Pharma-Quick Step \| 19 \| \| 84. \| Nicolas Roche \| Irlandia \| Team Saxo-Tinkoff \| 19 \| \| 85. \| Jesús Hernández Blázquez \| Hiszpania \| Team Saxo-Tinkoff \| 19 \| \| 86. \| Jérémy Roy \| Francja \| FDJ.fr \| 19 \| \| 87. \| Davide Cimolai \| Włochy \| Lampre-Merida \| 19 \| \| 88. \| Daniel Navarro \| Hiszpania \| Cofidis, Solutions Crédits \| 18 \| \| 89. \| Tony Gallopin \| Francja \| RadioShack-Leopard \| 18 \| \| 90. \| Yukiya Arashiro \| Japonia \| Team Europcar \| 18 \| \| 91. \| Mikel Astarloza \| Hiszpania \| Euskaltel-Euskadi \| 17 \| \| 92. \| Alexis Vuillermoz \| Francja \| Sojasun \| 17 \| \| 93. \| Alessandro De Marchi \| Włochy \| Cannondale \| 17 \| \| 94. \| Maciej Bodnar \| Polska \| Cannondale \| 17 \| \| 95. \| David Veilleux \| Kanada \| Team Europcar \| 17 \| \| 96. \| Pawieł Brutt \| Rosja \| Katusha Team \| 16 \| \| 97. \| Sébastien Minard \| Francja \| Ag2r-La Mondiale \| 15 \| \| 98. \| Daniel Moreno Fernandez \| Hiszpania \| Katusha Team \| 15 \| \| 99. \| Rudy Molard \| Francja \| Cofidis, Solutions Crédits \| 15 \| \| 100. \| Julien El Fares \| Francja \| Sojasun \| 15 \| \| 101. \| Sergey Lagutin \| Uzbekistan \| Vacansoleil-DCM \| 15 \| \| 102. \| Maxime Monfort \| Belgia \| RadioShack-Leopard \| 14 \| \| 103. \| Laurent Didier \| Luksemburg \| RadioShack-Leopard \| 14 \| \| 104. \| Jérôme Coppel \| Francja \| Cofidis, Solutions Crédits \| 14 \| \| 105. \| Matteo Tosatto \| Włochy \| Team Saxo-Tinkoff \| 14 \| \| 106. \| Alexandre Geniez \| Francja \| FDJ.fr \| 13 \| \| 107. \| Svein Tuft \| Kanada \| Orica GreenEDGE \| 13 \| \| 108. \| Murilo Fischer \| Brazylia \| FDJ.fr \| 12 \| \| 109. \| Juan José Oroz Ugalde \| Hiszpania \| Euskaltel-Euskadi \| 11 \| \| 110. \| Igor Antón \| Hiszpania \| Euskaltel-Euskadi \| 10 \| \| 111. \| Thomas Danielson \| Stany Zjednoczone \| Garmin-Sharp \| 10 \| \| 112. \| Alberto Losada Alguacil \| Hiszpania \| Katusha Team \| 10 \| \| 113. \| Jurij Trofimow \| Rosja \| Katusha Team \| 9 \| \| 114. \| Andrey Amador \| Kostaryka \| Movistar Team \| 9 \| \| 115. \| Markel Irizar \| Hiszpania \| RadioShack-Leopard \| 9 \| \| 116. \| John Gadret \| Francja \| Ag2r-La Mondiale \| 8 \| \| 117. \| Rubén Plaza Molina \| Hiszpania \| Movistar Team \| 8 \| \| 118. \| Pierrick Fédrigo \| Francja \| FDJ.fr \| 8 \| \| 119. \| Elia Favilli \| Włochy \| Lampre-Merida \| 8 \| \| 120. \| Sep Vanmarcke \| Belgia \| Belkin Pro Cycling \| 8 \| \| 121. \| Sérgio Miguel Moreira Paulinho \| Portugalia \| Team Saxo-Tinkoff \| 8 \| \| 122. \| Damiano Cunego \| Włochy \| Lampre-Merida \| 7 \| \| 123. \| Alan Marangoni \| Włochy \| Cannondale \| 7 \| \| 124. \| David López García \| Hiszpania \| Sky Procycling \| 7 \| \| 125. \| Ian Stannard \| Wielka Brytania \| Sky Procycling \| 7 \| \| 126. \| Geraint Thomas \| Wielka Brytania \| Sky Procycling \| 7 \| \| 127. \| Steve Morabito \| Szwajcaria \| BMC Racing Team \| 6 \| \| 128. \| Andy Schleck \| Luksemburg \| RadioShack-Leopard \| 5 \| \| 129. \| Kristijan Koren \| Słowenia \| Cannondale \| 5 \| \| 130. \| Jérôme Pineau \| Francja \| Omega Pharma-Quick Step \| 5 \| \| 131. \| Peter Kennaugh \| Wielka Brytania \| Sky Procycling \| 4 \| \| 132. \| Brent Bookwalter \| Stany Zjednoczone \| BMC Racing Team \| 4 \| \| 133. \| Bram Tankink \| Holandia \| Belkin Pro Cycling \| 3 \| \| 134. \| Kanstancin Siucou \| Białoruś \| Sky Procycling \| 3 \| \| 135. \| Jonathan Castroviejo Nicolás \| Hiszpania \| Movistar Team \| 3 \| \| 136. \| Jon Izaguirre Insausti \| Hiszpania \| Euskaltel-Euskadi \| 2 \| \| 137. \| Imanol Erviti \| Hiszpania \| Movistar Team \| 1 \| \| 138. \| Koen de Kort \| Holandia \| Team Argos-Shimano \| 1 \| \| 139. \| Jonathan Hivert \| Francja \| Sojasun \| 1 \| \| 140. \| Brett Daniel Lancaster \| Australia \| Orica GreenEDGE \| 1 \| \| 141. \| José Rodolfo Serpa Pérez \| Kolumbia \| Lampre-Merida \| -4 \| \| 142. \| Amaël Moinard \| Francja \| BMC Racing Team \| -4 \| \| 143. \| Maarten Wynants \| Belgia \| Belkin Pro Cycling \| -4 \| \| 144. \| Lars Petter Nordhaug \| Norwegia \| Belkin Pro Cycling \| -5 \| \| 145. \| Thomas Voeckler \| Francja \| Team Europcar \| -5 \| \| 146. \| Stuart O’Grady \| Australia \| Orica GreenEDGE \| -5 \| |                                |                   |                            |        |
| Dalsza część klasyfikacji |                                |                   |                            |        |
| Msc. | Zawodnik                       | Państwo           | Zespół                     | Punkty |
| 31. | Richie Porte                   | Australia         | Sky Procycling             | 54     |
| 32. | Rui Costa                      | Portugalia        | Movistar Team              | 52     |
| 33. | Matteo Trentin                 | Włochy            | Omega Pharma-Quick Step    | 52     |
| 34. | Michael Albasini               | Szwajcaria        | Orica GreenEDGE            | 52     |
| 35. | Simon Gerrans                  | Australia         | Orica GreenEDGE            | 47     |
| 36. | Andrew Talansky                | Stany Zjednoczone | Garmin-Sharp               | 47     |
| 37. | Kévin Réza                     | Francja           | Team Europcar              | 44     |
| 38. | Cyril Gautier                  | Francja           | Team Europcar              | 43     |
| 39. | Cyril Lemoine                  | Francja           | Sojasun                    | 43     |
| 40. | John Degenkolb                 | Niemcy            | Team Argos-Shimano         | 43     |
| 41. | Mikel Nieve Iturralde          | Hiszpania         | Euskaltel-Euskadi          | 42     |
| 42. | Tejay van Garderen             | Stany Zjednoczone | BMC Racing Team            | 39     |
| 43. | Greg Henderson                 | Nowa Zelandia     | Lotto-Belisol              | 39     |
| 44. | Yohann Gène                    | Francja           | Team Europcar              | 38     |
| 45. | Johnny Hoogerland              | Holandia          | Vacansoleil-DCM            | 37     |
| 46. | Arnold Jeannesson              | Francja           | FDJ.fr                     | 37     |
| 47. | Arthur Vichot                  | Francja           | FDJ.fr                     | 36     |
| 48. | Jérôme Cousin                  | Francja           | Team Europcar              | 36     |
| 49. | Michael Rogers                 | Australia         | Team Saxo-Tinkoff          | 35     |
| 50. | Pierre Rolland                 | Francja           | Team Europcar              | 35     |
| 51. | Simon Clarke                   | Australia         | Orica GreenEDGE            | 35     |
| 52. | Laurens ten Dam                | Holandia          | Belkin Pro Cycling         | 34     |
| 53. | Moreno Moser                   | Włochy            | Cannondale                 | 34     |
| 54. | Ryder Hesjedal                 | Kanada            | Garmin-Sharp               | 33     |
| 55. | Philippe Gilbert               | Belgia            | BMC Racing Team            | 33     |
| 56. | Simon Geschke                  | Niemcy            | Team Argos-Shimano         | 33     |
| 57. | Lars Ytting Bak                | Dania             | Lotto-Belisol              | 33     |
| 58. | Matthew Harley Goss            | Australia         | Orica GreenEDGE            | 33     |
| 59. | Gert Steegmans                 | Belgia            | Omega Pharma-Quick Step    | 33     |
| 60. | Romain Sicard                  | Francja           | Euskaltel-Euskadi          | 32     |
| 61. | Blel Kadri                     | Francja           | Ag2r-La Mondiale           | 31     |
| 62. | Cameron Meyer                  | Australia         | Orica GreenEDGE            | 31     |
| 63. | Romain Bardet                  | Francja           | Ag2r-La Mondiale           | 30     |
| 64. | Andreas Klöden                 | Niemcy            | RadioShack-Leopard         | 30     |
| 65. | Bart De Clercq                 | Belgia            | Lotto-Belisol              | 30     |
| 66. | Ramūnas Navardauskas           | Litwa             | Garmin-Sharp               | 30     |
| 67. | Rubén Pérez Moreno             | Hiszpania         | Euskaltel-Euskadi          | 30     |
| 68. | Niki Terpstra                  | Holandia          | Omega Pharma-Quick Step    | 30     |
| 69. | Jens Voigt                     | Niemcy            | RadioShack-Leopard         | 29     |
| 70. | Manuele Mori                   | Włochy            | Lampre-Merida              | 29     |
| 71. | Marcus Burghardt               | Niemcy            | BMC Racing Team            | 29     |
| 72. | Anthony Delaplace              | Francja           | Sojasun                    | 28     |
| 73. | Tony Martin                    | Niemcy            | Omega Pharma-Quick Step    | 27     |
| 74. | Egoitz García Echeguibel       | Hiszpania         | Cofidis, Solutions Crédits | 26     |
| 75. | Jean-Marc Marino               | Francja           | Sojasun                    | 24     |
| 76. | Daniel Martin                  | Irlandia          | Garmin-Sharp               | 23     |
| 77. | Wout Poels                     | Holandia          | Vacansoleil-DCM            | 22     |
| 78. | Cadel Evans                    | Australia         | BMC Racing Team            | 22     |
| 79. | Robert Gesink                  | Holandia          | Belkin Pro Cycling         | 21     |
| 80. | Jürgen Roelandts               | Belgia            | Lotto-Belisol              | 21     |
| 81. | Luis Ángel Maté Mardones       | Hiszpania         | Cofidis, Solutions Crédits | 20     |
| 82. | Tom Dumoulin                   | Holandia          | Team Argos-Shimano         | 20     |
| 83. | Peter Velits                   | Słowacja          | Omega Pharma-Quick Step    | 19     |
| 84. | Nicolas Roche                  | Irlandia          | Team Saxo-Tinkoff          | 19     |
| 85. | Jesús Hernández Blázquez       | Hiszpania         | Team Saxo-Tinkoff          | 19     |
| 86. | Jérémy Roy                     | Francja           | FDJ.fr                     | 19     |
| 87. | Davide Cimolai                 | Włochy            | Lampre-Merida              | 19     |
| 88. | Daniel Navarro                 | Hiszpania         | Cofidis, Solutions Crédits | 18     |
| 89. | Tony Gallopin                  | Francja           | RadioShack-Leopard         | 18     |
| 90. | Yukiya Arashiro                | Japonia           | Team Europcar              | 18     |
| 91. | Mikel Astarloza                | Hiszpania         | Euskaltel-Euskadi          | 17     |
| 92. | Alexis Vuillermoz              | Francja           | Sojasun                    | 17     |
| 93. | Alessandro De Marchi           | Włochy            | Cannondale                 | 17     |
| 94. | Maciej Bodnar                  | Polska            | Cannondale                 | 17     |
| 95. | David Veilleux                 | Kanada            | Team Europcar              | 17     |
| 96. | Pawieł Brutt                   | Rosja             | Katusha Team               | 16     |
| 97. | Sébastien Minard               | Francja           | Ag2r-La Mondiale           | 15     |
| 98. | Daniel Moreno Fernandez        | Hiszpania         | Katusha Team               | 15     |
| 99. | Rudy Molard                    | Francja           | Cofidis, Solutions Crédits | 15     |
| 100. | Julien El Fares                | Francja           | Sojasun                    | 15     |
| 101. | Sergey Lagutin                 | Uzbekistan        | Vacansoleil-DCM            | 15     |
| 102. | Maxime Monfort                 | Belgia            | RadioShack-Leopard         | 14     |
| 103. | Laurent Didier                 | Luksemburg        | RadioShack-Leopard         | 14     |
| 104. | Jérôme Coppel                  | Francja           | Cofidis, Solutions Crédits | 14     |
| 105. | Matteo Tosatto                 | Włochy            | Team Saxo-Tinkoff          | 14     |
| 106. | Alexandre Geniez               | Francja           | FDJ.fr                     | 13     |
| 107. | Svein Tuft                     | Kanada            | Orica GreenEDGE            | 13     |
| 108. | Murilo Fischer                 | Brazylia          | FDJ.fr                     | 12     |
| 109. | Juan José Oroz Ugalde          | Hiszpania         | Euskaltel-Euskadi          | 11     |
| 110. | Igor Antón                     | Hiszpania         | Euskaltel-Euskadi          | 10     |
| 111. | Thomas Danielson               | Stany Zjednoczone | Garmin-Sharp               | 10     |
| 112. | Alberto Losada Alguacil        | Hiszpania         | Katusha Team               | 10     |
| 113. | Jurij Trofimow                 | Rosja             | Katusha Team               | 9      |
| 114. | Andrey Amador                  | Kostaryka         | Movistar Team              | 9      |
| 115. | Markel Irizar                  | Hiszpania         | RadioShack-Leopard         | 9      |
| 116. | John Gadret                    | Francja           | Ag2r-La Mondiale           | 8      |
| 117. | Rubén Plaza Molina             | Hiszpania         | Movistar Team              | 8      |
| 118. | Pierrick Fédrigo               | Francja           | FDJ.fr                     | 8      |
| 119. | Elia Favilli                   | Włochy            | Lampre-Merida              | 8      |
| 120. | Sep Vanmarcke                  | Belgia            | Belkin Pro Cycling         | 8      |
| 121. | Sérgio Miguel Moreira Paulinho | Portugalia        | Team Saxo-Tinkoff          | 8      |
| 122. | Damiano Cunego                 | Włochy            | Lampre-Merida              | 7      |
| 123. | Alan Marangoni                 | Włochy            | Cannondale                 | 7      |
| 124. | David López García             | Hiszpania         | Sky Procycling             | 7      |
| 125. | Ian Stannard                   | Wielka Brytania   | Sky Procycling             | 7      |
| 126. | Geraint Thomas                 | Wielka Brytania   | Sky Procycling             | 7      |
| 127. | Steve Morabito                 | Szwajcaria        | BMC Racing Team            | 6      |
| 128. | Andy Schleck                   | Luksemburg        | RadioShack-Leopard         | 5      |
| 129. | Kristijan Koren                | Słowenia          | Cannondale                 | 5      |
| 130. | Jérôme Pineau                  | Francja           | Omega Pharma-Quick Step    | 5      |
| 131. | Peter Kennaugh                 | Wielka Brytania   | Sky Procycling             | 4      |
| 132. | Brent Bookwalter               | Stany Zjednoczone | BMC Racing Team            | 4      |
| 133. | Bram Tankink                   | Holandia          | Belkin Pro Cycling         | 3      |
| 134. | Kanstancin Siucou              | Białoruś          | Sky Procycling             | 3      |
| 135. | Jonathan Castroviejo Nicolás   | Hiszpania         | Movistar Team              | 3      |
| 136. | Jon Izaguirre Insausti         | Hiszpania         | Euskaltel-Euskadi          | 2      |
| 137. | Imanol Erviti                  | Hiszpania         | Movistar Team              | 1      |
| 138. | Koen de Kort                   | Holandia          | Team Argos-Shimano         | 1      |
| 139. | Jonathan Hivert                | Francja           | Sojasun                    | 1      |
| 140. | Brett Daniel Lancaster         | Australia         | Orica GreenEDGE            | 1      |
| 141. | José Rodolfo Serpa Pérez       | Kolumbia          | Lampre-Merida              | -4     |
| 142. | Amaël Moinard                  | Francja           | BMC Racing Team            | -4     |
| 143. | Maarten Wynants                | Belgia            | Belkin Pro Cycling         | -4     |
| 144. | Lars Petter Nordhaug           | Norwegia          | Belkin Pro Cycling         | -5     |
| 145. | Thomas Voeckler                | Francja           | Team Europcar              | -5     |
| 146. | Stuart O’Grady                 | Australia         | Orica GreenEDGE            | -5     |

### Klasyfikacja górska
| Msc. | Zawodnik                     | Państwo           | Zespół                     | Punkty |
| --- | ---------------------------- | ----------------- | -------------------------- | ------ |
| | Nairo Quintana               | Kolumbia          | Movistar Team              | 147    |
| 2. | Christopher Froome           | Wielka Brytania   | Sky Procycling             | 136    |
| 3. | Pierre Rolland               | Francja           | Team Europcar              | 117    |
| 4. | Joaquim Rodríguez Oliver     | Hiszpania         | Katusha Team               | 99     |
| 5. | Christophe Riblon            | Francja           | Ag2r-La Mondiale           | 98     |
| 6. | Mikel Nieve Iturralde        | Hiszpania         | Euskaltel-Euskadi          | 98     |
| 7. | Moreno Moser                 | Włochy            | Cannondale                 | 72     |
| 8. | Richie Porte                 | Australia         | Sky Procycling             | 72     |
| 9. | Ryder Hesjedal               | Kanada            | Garmin-Sharp               | 64     |
| 10. | Tejay van Garderen           | Stany Zjednoczone | BMC Racing Team            | 63     |
| 11. | Alejandro Valverde           | Hiszpania         | Movistar Team              | 62     |
| 12. | Alberto Contador             | Hiszpania         | Team Saxo-Tinkoff          | 41     |
| 13. | Jens Voigt                   | Niemcy            | RadioShack-Leopard         | 35     |
| 14. | Jan Bakelants                | Belgia            | RadioShack-Leopard         | 33     |
| 15. | Roman Kreuziger              | Czechy            | Team Saxo-Tinkoff          | 32     |
| 16. | Rui Costa                    | Portugalia        | Movistar Team              | 31     |
| 17. | Jakob Fuglsang               | Dania             | Astana Pro Team            | 28     |
| 18. | Thomas Danielson             | Stany Zjednoczone | Garmin-Sharp               | 27     |
| 19. | Arnold Jeannesson            | Francja           | FDJ.fr                     | 24     |
| 20. | Blel Kadri                   | Francja           | Ag2r-La Mondiale           | 24     |
| 21. | Andrew Talansky              | Stany Zjednoczone | Garmin-Sharp               | 21     |
| 22. | Bauke Mollema                | Holandia          | Belkin Pro Cycling         | 20     |
| 23. | Jon Izaguirre Insausti       | Hiszpania         | Euskaltel-Euskadi          | 20     |
| 24. | Igor Antón                   | Hiszpania         | Euskaltel-Euskadi          | 16     |
| 25. | Simon Clarke                 | Australia         | Orica GreenEDGE            | 15     |
| 26. | Thomas De Gendt              | Belgia            | Vacansoleil-DCM            | 15     |
| 27. | Laurens ten Dam              | Holandia          | Belkin Pro Cycling         | 14     |
| 28. | Laurent Didier               | Luksemburg        | RadioShack-Leopard         | 14     |
| 29. | Peter Kennaugh               | Wielka Brytania   | Sky Procycling             | 14     |
| 30. | Daniel Martin                | Irlandia          | Garmin-Sharp               | 13     |
| \| Dalsza część klasyfikacji \| Dalsza część klasyfikacji \| Dalsza część klasyfikacji \| Dalsza część klasyfikacji \| Dalsza część klasyfikacji \| \| Msc. \| Zawodnik \| Państwo \| Zespół \| Punkty \| \| ------------------------- \| ---------------------------- \| ------------------------- \| -------------------------- \| ------------------------- \| \| 31. \| Simon Geschke \| Niemcy \| Team Argos-Shimano \| 13 \| \| 32. \| John Gadret \| Francja \| Ag2r-La Mondiale \| 13 \| \| 33. \| Andreas Klöden \| Niemcy \| RadioShack-Leopard \| 13 \| \| 34. \| Bart De Clercq \| Belgia \| Lotto-Belisol \| 13 \| \| 35. \| Lars Boom \| Holandia \| Belkin Pro Cycling \| 10 \| \| 36. \| Romain Bardet \| Francja \| Ag2r-La Mondiale \| 10 \| \| 37. \| Johnny Hoogerland \| Holandia \| Vacansoleil-DCM \| 9 \| \| 38. \| Jérôme Coppel \| Francja \| Cofidis, Solutions Crédits \| 9 \| \| 39. \| Romain Sicard \| Francja \| Euskaltel-Euskadi \| 9 \| \| 40. \| Jesús Hernández Blázquez \| Hiszpania \| Team Saxo-Tinkoff \| 8 \| \| 41. \| Sylvain Chavanel \| Francja \| Omega Pharma-Quick Step \| 7 \| \| 42. \| Wout Poels \| Holandia \| Vacansoleil-DCM \| 6 \| \| 43. \| Jurij Trofimow \| Rosja \| Katusha Team \| 6 \| \| 44. \| Andrey Amador \| Kostaryka \| Movistar Team \| 6 \| \| 45. \| Tony Martin \| Niemcy \| Omega Pharma-Quick Step \| 6 \| \| 46. \| Daniel Navarro \| Hiszpania \| Cofidis, Solutions Crédits \| 5 \| \| 47. \| Cyril Gautier \| Francja \| Team Europcar \| 4 \| \| 48. \| Michael Rogers \| Australia \| Team Saxo-Tinkoff \| 4 \| \| 49. \| Juan Antonio Flecha Giannoni \| Hiszpania \| Vacansoleil-DCM \| 3 \| \| 50. \| Jérémy Roy \| Francja \| FDJ.fr \| 2 \| \| 51. \| José Rodolfo Serpa Pérez \| Kolumbia \| Lampre-Merida \| 2 \| \| 52. \| Tom Dumoulin \| Holandia \| Team Argos-Shimano \| 2 \| \| 53. \| Alexis Vuillermoz \| Francja \| Sojasun \| 2 \| \| 54. \| Rubén Plaza Molina \| Hiszpania \| Movistar Team \| 2 \| \| 55. \| Lars Petter Nordhaug \| Norwegia \| Belkin Pro Cycling \| 2 \| \| 56. \| Philippe Gilbert \| Belgia \| BMC Racing Team \| 2 \| \| 57. \| Thomas Voeckler \| Francja \| Team Europcar \| 2 \| \| 58. \| Brice Feillu \| Francja \| Sojasun \| 2 \| \| 59. \| Rudy Molard \| Francja \| Cofidis, Solutions Crédits \| 1 \| \| 60. \| José Joaquín Rojas Gil \| Hiszpania \| Movistar Team \| 1 \| \| 61. \| Julien El Fares \| Francja \| Sojasun \| 1 \| \| 62. \| Michael Albasini \| Szwajcaria \| Orica GreenEDGE \| 1 \| \| 63. \| Julien Simon \| Francja \| Sojasun \| 1 \| \| 64. \| Kanstancin Siucou \| Białoruś \| Sky Procycling \| 1 \| \| 65. \| Yukiya Arashiro \| Japonia \| Team Europcar \| 1 \| \| 66. \| Gert Steegmans \| Belgia \| Omega Pharma-Quick Step \| 1 \| \| 67. \| Juan José Lobato \| Hiszpania \| Euskaltel-Euskadi \| 1 \| \| 68. \| Andy Schleck \| Luksemburg \| RadioShack-Leopard \| 1 \| \| 69. \| Przemysław Niemiec \| Polska \| Lampre-Merida \| 1 \| \| 70. \| Anthony Delaplace \| Francja \| Sojasun \| 1 \| \| 71. \| Jonathan Castroviejo Nicolás \| Hiszpania \| Movistar Team \| 1 \| \| 72. \| Marcus Burghardt \| Niemcy \| BMC Racing Team \| 1 \| \| 73. \| David Veilleux \| Kanada \| Team Europcar \| 1 \| \| 74. \| Rubén Pérez Moreno \| Hiszpania \| Euskaltel-Euskadi \| 1 \| |                              |                   |                            |        |
| Dalsza część klasyfikacji |                              |                   |                            |        |
| Msc. | Zawodnik                     | Państwo           | Zespół                     | Punkty |
| 31. | Simon Geschke                | Niemcy            | Team Argos-Shimano         | 13     |
| 32. | John Gadret                  | Francja           | Ag2r-La Mondiale           | 13     |
| 33. | Andreas Klöden               | Niemcy            | RadioShack-Leopard         | 13     |
| 34. | Bart De Clercq               | Belgia            | Lotto-Belisol              | 13     |
| 35. | Lars Boom                    | Holandia          | Belkin Pro Cycling         | 10     |
| 36. | Romain Bardet                | Francja           | Ag2r-La Mondiale           | 10     |
| 37. | Johnny Hoogerland            | Holandia          | Vacansoleil-DCM            | 9      |
| 38. | Jérôme Coppel                | Francja           | Cofidis, Solutions Crédits | 9      |
| 39. | Romain Sicard                | Francja           | Euskaltel-Euskadi          | 9      |
| 40. | Jesús Hernández Blázquez     | Hiszpania         | Team Saxo-Tinkoff          | 8      |
| 41. | Sylvain Chavanel             | Francja           | Omega Pharma-Quick Step    | 7      |
| 42. | Wout Poels                   | Holandia          | Vacansoleil-DCM            | 6      |
| 43. | Jurij Trofimow               | Rosja             | Katusha Team               | 6      |
| 44. | Andrey Amador                | Kostaryka         | Movistar Team              | 6      |
| 45. | Tony Martin                  | Niemcy            | Omega Pharma-Quick Step    | 6      |
| 46. | Daniel Navarro               | Hiszpania         | Cofidis, Solutions Crédits | 5      |
| 47. | Cyril Gautier                | Francja           | Team Europcar              | 4      |
| 48. | Michael Rogers               | Australia         | Team Saxo-Tinkoff          | 4      |
| 49. | Juan Antonio Flecha Giannoni | Hiszpania         | Vacansoleil-DCM            | 3      |
| 50. | Jérémy Roy                   | Francja           | FDJ.fr                     | 2      |
| 51. | José Rodolfo Serpa Pérez     | Kolumbia          | Lampre-Merida              | 2      |
| 52. | Tom Dumoulin                 | Holandia          | Team Argos-Shimano         | 2      |
| 53. | Alexis Vuillermoz            | Francja           | Sojasun                    | 2      |
| 54. | Rubén Plaza Molina           | Hiszpania         | Movistar Team              | 2      |
| 55. | Lars Petter Nordhaug         | Norwegia          | Belkin Pro Cycling         | 2      |
| 56. | Philippe Gilbert             | Belgia            | BMC Racing Team            | 2      |
| 57. | Thomas Voeckler              | Francja           | Team Europcar              | 2      |
| 58. | Brice Feillu                 | Francja           | Sojasun                    | 2      |
| 59. | Rudy Molard                  | Francja           | Cofidis, Solutions Crédits | 1      |
| 60. | José Joaquín Rojas Gil       | Hiszpania         | Movistar Team              | 1      |
| 61. | Julien El Fares              | Francja           | Sojasun                    | 1      |
| 62. | Michael Albasini             | Szwajcaria        | Orica GreenEDGE            | 1      |
| 63. | Julien Simon                 | Francja           | Sojasun                    | 1      |
| 64. | Kanstancin Siucou            | Białoruś          | Sky Procycling             | 1      |
| 65. | Yukiya Arashiro              | Japonia           | Team Europcar              | 1      |
| 66. | Gert Steegmans               | Belgia            | Omega Pharma-Quick Step    | 1      |
| 67. | Juan José Lobato             | Hiszpania         | Euskaltel-Euskadi          | 1      |
| 68. | Andy Schleck                 | Luksemburg        | RadioShack-Leopard         | 1      |
| 69. | Przemysław Niemiec           | Polska            | Lampre-Merida              | 1      |
| 70. | Anthony Delaplace            | Francja           | Sojasun                    | 1      |
| 71. | Jonathan Castroviejo Nicolás | Hiszpania         | Movistar Team              | 1      |
| 72. | Marcus Burghardt             | Niemcy            | BMC Racing Team            | 1      |
| 73. | David Veilleux               | Kanada            | Team Europcar              | 1      |
| 74. | Rubén Pérez Moreno           | Hiszpania         | Euskaltel-Euskadi          | 1      |

### Klasyfikacja młodzieżowa
| Msc. | Zawodnik               | Państwo           | Zespół                     | Czas         |
| ---- | ---------------------- | ----------------- | -------------------------- | ------------ |
|      | Nairo Quintana         | Kolumbia          | Movistar Team              | 84h 01' 00"  |
| 2.   | Andrew Talansky        | Stany Zjednoczone | Garmin-Sharp               | + 13' 19"    |
| 3.   | Michał Kwiatkowski     | Polska            | Omega Pharma-Quick Step    | + 14' 39"    |
| 4.   | Romain Bardet          | Francja           | Ag2r-La Mondiale           | + 22' 22"    |
| 5.   | Tom Dumoulin           | Holandia          | Team Argos-Shimano         | + 1h 30' 10" |
| 6.   | Alexandre Geniez       | Francja           | FDJ.fr                     | + 1h 33' 46" |
| 7.   | Tejay van Garderen     | Stany Zjednoczone | BMC Racing Team            | + 1h 34' 37" |
| 8.   | Alexis Vuillermoz      | Francja           | Sojasun                    | + 1h 35' 45" |
| 9.   | Tony Gallopin          | Francja           | RadioShack-Leopard         | + 1h 58' 39" |
| 10.  | Arthur Vichot          | Francja           | FDJ.fr                     | + 2h 10' 46" |
| 11.  | Jon Izaguirre Insausti | Hiszpania         | Euskaltel-Euskadi          | + 2h 17' 12" |
| 12.  | Rudy Molard            | Francja           | Cofidis, Solutions Crédits | + 2h 21' 05" |
| 13.  | Peter Kennaugh         | Wielka Brytania   | Sky Procycling             | + 2h 29' 26" |
| 14.  | Peter Sagan            | Słowacja          | Cannondale                 | + 2h 34' 31" |
| 15.  | Anthony Delaplace      | Francja           | Sojasun                    | + 2h 39' 53" |
| 16.  | Moreno Moser           | Włochy            | Cannondale                 | + 2h 49' 07" |
| 17.  | Ramūnas Navardauskas   | Litwa             | Garmin-Sharp               | + 3h 17' 09" |
| 18.  | John Degenkolb         | Niemcy            | Team Argos-Shimano         | + 3h 19' 03" |
| 19.  | Romain Sicard          | Francja           | Euskaltel-Euskadi          | + 3h 19' 34" |
| 20.  | Elia Favilli           | Włochy            | Lampre-Merida              | + 3h 26' 59" |
| 21.  | Cameron Meyer          | Australia         | Orica GreenEDGE            | + 3h 27' 54" |
| 22.  | Sep Vanmarcke          | Belgia            | Belkin Pro Cycling         | + 3h 30' 13" |
| 23.  | Kévin Réza             | Francja           | Team Europcar              | + 3h 34' 11" |
| 24.  | Davide Cimolai         | Włochy            | Lampre-Merida              | + 3h 36' 11" |
| 25.  | Matteo Trentin         | Włochy            | Omega Pharma-Quick Step    | + 3h 41' 10" |
| 26.  | Boy van Poppel         | Holandia          | Vacansoleil-DCM            | + 3h 43' 55" |
| 27.  | Jérôme Cousin          | Francja           | Team Europcar              | + 3h 56' 50" |
| 28.  | Juan José Lobato       | Hiszpania         | Euskaltel-Euskadi          | + 4h 03' 39" |
| 29.  | Marcel Kittel          | Niemcy            | Team Argos-Shimano         | + 4h 05' 48" |

### Klasyfikacja drużynowa
| Msc. | Zespół                     | Państwo           | Czas         |
| ---- | -------------------------- | ----------------- | ------------ |
|      | Team Saxo-Tinkoff          | Dania             | 251h 11' 07" |
| 2.   | Ag2r-La Mondiale           | Francja           | + 8' 28"     |
| 3.   | RadioShack-Leopard         | Luksemburg        | + 9' 02"     |
| 4.   | Movistar Team              | Hiszpania         | + 22' 49"    |
| 5.   | Belkin Pro Cycling         | Holandia          | + 38' 30"    |
| 6.   | Katusha Team               | Rosja             | + 1h 03' 48" |
| 7.   | Euskaltel-Euskadi          | Hiszpania         | + 1h 30' 34" |
| 8.   | Omega Pharma-Quick Step    | Belgia            | + 1h 50' 25" |
| 9.   | Sky Procycling             | Wielka Brytania   | + 1h 56' 42" |
| 10.  | Cofidis, Solutions Crédits | Francja           | + 2h 07' 11" |
| 11.  | Garmin-Sharp               | Stany Zjednoczone | + 2h 13' 32" |
| 12.  | BMC Racing Team            | Stany Zjednoczone | + 2h 26' 23" |
| 13.  | Team Europcar              | Francja           | + 2h 32' 29" |
| 14.  | FDJ.fr                     | Francja           | + 2h 50' 51" |
| 15.  | Sojasun                    | Francja           | + 3h 47' 22" |
| 16.  | Lampre-Merida              | Włochy            | + 4h 06' 47" |
| 17.  | Vacansoleil-DCM            | Holandia          | + 4h 26' 40" |
| 18.  | Astana Pro Team            | Kazachstan        | + 4h 58' 00" |
| 19.  | Orica GreenEDGE            | Australia         | + 5h 36' 44" |
| 20.  | Lotto-Belisol              | Belgia            | + 5h 58' 39" |
| 21.  | Team Argos-Shimano         | Holandia          | + 6h 09' 36" |
| 22.  | Cannondale                 | Włochy            | + 6h 21' 09" |

### Najaktywniejszy kolarz wyścigu
| Msc. | Zawodnik          | Państwo | Zespół           |
| ---- | ----------------- | ------- | ---------------- |
|      | Christophe Riblon | Francja | Ag2r-La Mondiale |